# Museo del Curry de Yokohama

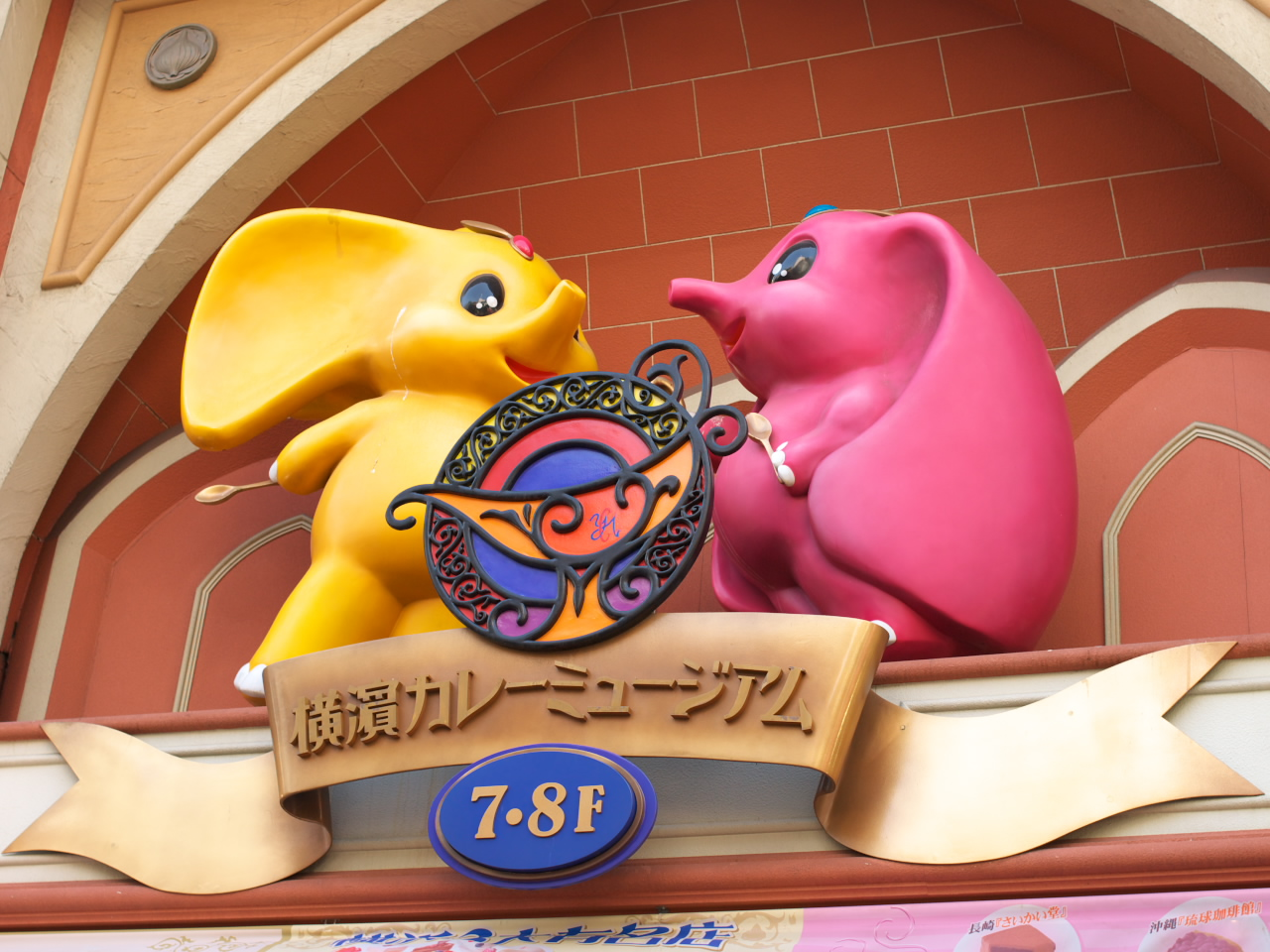
横浜、関内の横濱カレーミュージアムの入り口上にある謎のオブジェ。横濱カレーミュージアム

El Museo del Curry de Yokohama (横濱カレーミュージアム Yokohama Karē Myūjiamu?), ubicado en el distrito de Isezakicho en la ciudad porteña de Yokohama, Japón, fue un restaurante y museo histórico de los diferentes estilos de curry existentes en la cocina japonesa. Existen diferentes tipos de curry repartidos a lo largo de la geografía de Japón. El objetivo de este museo era mostrarlos todos juntos a disposición de los comensales que quisieran probarlos, olerlos, etc. Los curries expuestos iban desde una comida completa hasta aquellos considerados fast food. El museo incluía una recreación del puerto de Yokohama a finales del siglo XIX. Uno de los ocho pisos de este museo exihibía una completa colección de radios y transmidores de código Morse. El museo fue cerrado a finales de marzo de 2007.